# Cellulose moulée
La cellulose moulée est un matériau d'emballage essentiellement réalisé à partir de papiers recyclés et d’eau.
Dans beaucoup de cas, la cellulose moulée est moins chère que le polystyrène expansé, l'injection plastique, les mousses polyéthylènes …

## Composition
Le papier recyclé peut provenir de plusieurs sources : papiers de bureaux, magazines, journaux, livres… 
Il est possible d'ajouter à la pâte des additifs afin de donner à la cellulose moulée des caractéristiques spécifiques comme la résistance à l’humidité, une coloration, une résistance exceptionnelle aux chocs…

## Fabrication
Une fois la pâte prête, on y trempe un moule recouvert d’un treillis. Les fibres de papier sont alors arrêtées par le treillis et finissent par former un matelas cellulosique aux formes souhaitées.
L’étape suivante est le séchage. La majorité des entreprises utilisent le séchage au four traditionnel dont le procédé a été mis au point il y a plus de 50 ans. Les pièces pour être séchées sont alors déposées sur un tapis qui passe au travers d’un four. Pendant le séchage, les pièces subissent une déformation : les angles et les dimensions travaillent. Cette variation peut aller jusqu’à 10 mm d’une pièce à l’autre. Deux inconvénients sont engendrés par le procédé traditionnel : respect dimensionnel limité et empilabilité des cales dégradée.
Une seconde méthode existe, celle du séchage en surpression. Cette méthode consiste en un séchage où les fibres sont stabilisées et séchées entre les moules, sans aucune possibilité de déformation. Cette méthode de séchage garantit le respect des dimensions jusqu’à 0,1 mm et la prise de place après empilage des pièces est divisée par deux voire par trois en fonction des pièces réalisées (gain de place au stockage et économie de transport).

## Principales applications
Ce matériau est historiquement utilisé pour la protection des œufs. Aujourd’hui la boite à œufs n’est plus la seule application de la cellulose moulée. En effet, de plus en plus de secteurs d’activités utilisent la cellulose moulée pour la protection de leurs produits. On peut citer les fast-food avec les porte-gobelets, l’agro-alimentaire pour la protection des fruits et des légumes dans les cagettes, l’électroménager, la mécanique, l’électricité… avec des calages réalisés avec précision pour une protection optimale des produits.

## Environnement
La cellulose moulée est un matériau qui a un impact réduit sur la planète. En effet, que ce soit lors de son processus de production (faible consommation en ressources naturelles et utilisation de fibres recyclées) ou lors de son cycle de vie (rejets non polluant dans la nature), ce matériau est très écologique.